# Liguilla Pre-Libertadores 1975 (Chile)
La Liguilla Pre-Libertadores 1975 fue la 2º edición de la Liguilla Pre-Libertadores, torneo clasificatorio para Copa Libertadores de América organizado por la Asociación Nacional de Fútbol Profesional.
El ganador de esta edición en calidad de invicto fue Palestino, que derrotó 3-1 a Huachipato en la jornada final, clasificando a la Copa Libertadores 1976.

## Equipos participantes
| Equipo                | Vía de clasificación                              |
| --------------------- | ------------------------------------------------- |
| Deportes Concepción   | Subcampeón de la Primera División de Chile 1975   |
| Huachipato            | Tercer lugar de la Primera División de Chile 1975 |
| Green Cross de Temuco | Cuarto lugar de la Primera División de Chile 1975 |
| Palestino             | Quinto lugar de la Primera División de Chile 1975 |

## Desarrollo
Una sola rueda con la modalidad de todos contra todos. Si al término de la competencia hubiese dos equipos igualado en el primer lugar, el ganador se resuelve en un partido de definición.

### Primera fecha
| Liguilla Pre-Libertadores 1975 1º fecha; 17 de enero de 1976 | Deportes Concepción | 1:1 (1:0) | Palestino         | Estadio Regional, Concepción                                 |                                                              |
|                                                              | Luis Díaz 8'        |           | 65' Sergio Messen | Asistencia: 9.888 espectadores Árbitro(s): Rafael Hormazábal | Asistencia: 9.888 espectadores Árbitro(s): Rafael Hormazábal |

| Liguilla Pre-Libertadores 1975 1º fecha; 18 de enero de 1976 | Green Cross de Temuco | 0:0 | Huachipato | Estadio Municipal, Temuco                                |  |
|                                                              |                       |     |            | Asistencia: 5.939 espectadores Árbitro(s): Segio Vásquez |  |

### Segunda fecha
| Liguilla Pre-Libertadores 1975 2º fecha; 21 de enero de 1976 | Huachipato                           | 2:0 (2:0) | Deportes Concepción | Estadio Nacional, Santiago                             |                                                        |
|                                                              | Carlos Sintas 33' · Miguel Neira 41' |           |                     | Asistencia: 13.988 espectadores Árbitro(s): Mario Lira | Asistencia: 13.988 espectadores Árbitro(s): Mario Lira |

| Liguilla Pre-Libertadores 1975 2º fecha; 21 de enero de 1976 | Palestino                                       | 2:2 (1:0) | Green Cross de Temuco                     | Estadio Nacional, Santiago                                   |                                                              |
|                                                              | Alberto Hidalgo 16' · Óscar Fabbiani 75' (pen.) |           | 62' Enrique Graf · 80' (pen.) Julio Núñez | Asistencia: 13.988 espectadores Árbitro(s): Alberto Martínez | Asistencia: 13.988 espectadores Árbitro(s): Alberto Martínez |

### Tercera fecha
| Liguilla Pre-Libertadores 1975 3º fecha; 24 de enero de 1976 | Deportes Concepción                                                     | 3:1 (1:1) | Green Cross de Temuco | Estadio Nacional, Santiago                                     |                                                                |
|                                                              | Fernando Cavalleri 39' (pen.) · Daniel Distéfano 80' · Raúl Briones 89' |           | 19' Enrique Graf      | Asistencia: 17.298 espectadores Árbitro(s): Lorenzo Cantillana | Asistencia: 17.298 espectadores Árbitro(s): Lorenzo Cantillana |

| Liguilla Pre-Libertadores 1975 3º fecha; 24 de enero de 1976 | Palestino                                                            | 3:1 (1:0) | Huachipato        | Estadio Nacional, Santiago                                    |                                                               |
|                                                              | Sergio Messen 24' · Guillermo Azocar 64' (ag.) · Alberto Hidalgo 89' |           | 54' Carlos Sintas | Asistencia: 17.289 espectadores Árbitro(s): Rafael Hormazábal | Asistencia: 17.289 espectadores Árbitro(s): Rafael Hormazábal |

## Tabla de posiciones
| Pos | Equipo              | PJ | PG | PE | PP | GF | GC | Dif | Pts |
| --- | ------------------- | -- | -- | -- | -- | -- | -- | --- | --- |
| 1   | Palestino           | 3  | 1  | 2  | 0  | 6  | 4  | 2   | 4   |
| 2   | Deportes Concepción | 3  | 1  | 1  | 1  | 4  | 4  | 0   | 3   |
| 3   | Huachipato          | 3  | 1  | 1  | 1  | 3  | 3  | 0   | 3   |
| 4   | Green Cross-Temuco  | 3  | 0  | 2  | 1  | 3  | 5  | -2  | 2   |

PJ=Partidos jugados; PG=Partidos ganados; PE=Partidos empatados; PP=Partidos perdidos; GF=Goles a favor; GC=Goles en contra; Dif=Diferencia de gol; Pts=Puntos

## Ganador
| Chile                                   |
| Ganador Palestino                       |
| Clasificado a la Copa Libertadores 1976 |